# Veronica Calabrese
Veronica Calabrese (Mesagne, 7 de noviembre de 1987) es una deportista italiana que compitió en taekwondo. Ganó una medalla de plata en el Campeonato Mundial de Taekwondo de 2009 y dos medallas de bronce en el Campeonato Europeo de Taekwondo, en los años 2006 y 2010.

## Palmarés internacional
| Campeonato Mundial | Campeonato Mundial      | Campeonato Mundial | Campeonato Mundial |
| Año                | Lugar                   | Medalla            | Categoría          |
| ------------------ | ----------------------- | ------------------ | ------------------ |
| 2009               | Copenhague (Dinamarca)  | Medalla de plata   | –57 kg             |
| Campeonato Europeo |                         |                    |                    |
| Año                | Lugar                   | Medalla            | Categoría          |
| 2006               | Bonn (Alemania)         | Medalla de bronce  | –59 kg             |
| 2010               | San Petersburgo (Rusia) | Medalla de bronce  | –57 kg             |